# باکتوپرنول
باکتوپرنول (به انگلیسی: Bactoprenol) با فرمول شیمیایی C55H92O یک ترکیب شیمیایی است. که جرم مولی آن ۷۶۹٫۳۱۸ گرم بر مول می‌باشد. 